# Yläne
Yläne è stato un comune finlandese di 2 133 abitanti, situato nella regione del Varsinais-Suomi. Il comune è stato soppresso nel 2009.